# محمد یوسف (بازیکن فوتبال)
محمد یوسف (انگلیسی: Mohamed Youssouf؛ زادهٔ ۲۶ مارس ۱۹۸۸) بازیکن فوتبال اهل فرانسه است.
از باشگاه‌هایی که در آن بازی کرده‌است می‌توان به باشگاه فوتبال لو آور، باشگاه ورزشی آمیان، و باشگاه فوتبال ویرا اشاره کرد.
وی همچنین در تیم ملی فوتبال اتحاد قمر بازی کرده‌است.